# Billal Bennama
Billal Bennama (* 14. Juni 1998 in Albi, Frankreich) ist ein französischer Boxer im Fliegengewicht. 

## Karriere
Bennama begann im Alter von vier Jahren im Boxclub Blagnac mit dem Boxsport und wurde unter anderem von seinem Vater Mohamed Bennama trainiert. Er wurde 2013 und 2014 Französischer Juniorenmeister, sowie 2015 und 2016 Französischer Jugendmeister. Er war Teilnehmer der Junioren-Europameisterschaft 2014, der Jugend-Europameisterschaft 2015 und der Jugend-Weltmeisterschaft 2016.
2017 wurde er Französischer Meister bei den Erwachsenen im Halbfliegengewicht und startete bei der U22-Europameisterschaft in Brăila, wo er nach einer knappen Finalniederlage mit 2:3 gegen Harvey Horn Vizemeister wurde. 2018 wurde er Französischer Meister im Fliegengewicht und nahm an der U22-Europameisterschaft in Târgu Jiu teil, wo er diesmal im Halbfinale gegen Daniel Assenow ausschied und Bronze gewann. Im gleichen war er auch Teilnehmer der Mittelmeerspiele in Tarragona und der EU-Meisterschaften in Valladolid.
2019 unterlag er bei den Europaspielen in Minsk erneut gegen Assenow, erreichte jedoch bei der Weltmeisterschaft in Jekaterinburg mit Siegen gegen Hu Jianguan, Wassili Jegorow und Galal Yafai das Halbfinale, wo nach einer Niederlage gegen Shahobiddin Zoirov eine WM-Bronzemedaille im Fliegengewicht gewann.
Im Juni 2021 gewann er mit Siegen gegen Hamza Touba, Sachil Alachwerdowi, Gabriel Escobar und Galal Yafai die europäische Olympiaqualifikation in Paris, verlor jedoch bei den anschließenden Olympischen Spielen in Tokio im Achtelfinalkampf gegen Säken Bibossynow. Bei der Weltmeisterschaft 2021 in Belgrad gewann er seine zweite WM-Bronzemedaille, diesmal im Bantamgewicht. Er hatte gegen Juan Palacios, Jerry Katamba und Sanschar Seidakmatow das Halbfinale erreicht, wo er gegen Tomoya Tsuboi unterlegen war.
2022 wurde er erneut Französischer Meister im Fliegengewicht und gewann im Bantamgewicht auch die Europameisterschaft in Jerewan, wobei er sich gegen Jelmir Nabijew, Manuel Cappai und Dylan Eagleson durchgesetzt hatte. Bei der Weltmeisterschaft 2023 in Taschkent konnte er dann im Fliegengewicht durch vier Siege das Finale erreichen, wo er nach einer Niederlage gegen Hasanboy Doʻsmatov Vizeweltmeister wurde. Darüber hinaus gewann er im Fliegengewicht die Europaspiele desselben Jahres in Krakau. Er bezwang dabei Sachil Alachwerdowi, Bashkim Bajoku, Jakub Słomiński, Kiaran MacDonald und Samet Gümüş.
Im April 2024 gewann er Silber bei der Europameisterschaft in Belgrad. Bei den Olympischen Spielen 2024 in Paris erreichte er mit Siegen gegen Roscoe Hill, Alejandro Claro und Yunior Alcántara das Finale, in dem er gegen Hasanboy Doʻsmatov unterlag und damit die olympische Silbermedaille gewann.